# Escallonia myrtilloides
La tasta del Perú (Escallonia myrtilloides) es un arbusto o árbol perennifolio en la familia Escalloniaceae, nativo de los bosques húmedos montanos y páramos desde Costa Rica a Bolivia. Crece entre los 1900 - 4200 metros sobre el nivel de mar.

## Descripción
Árboles o arbustos de 2 a 6 m alto, con copa de forma cónica o irregular y ramas que crecen casi horizontalmente, dando el árbol el aspecto de una pagoda china. Hojas verde oscuro, obovadas, de 0.8-2.3 cm de largo, 0.4–1 cm de ancho. Inflorescencias en corimbos de 1-1.5 cm; flores blanco verdoso a pálido amarillo; frutos verdes, ca. 0.6 cm ancho, con numerosas semillas.

## Distribución y hábitat
Bosques altoandinos, bosques montanos húmedos en áreas abiertas y páramos, a menudo dominantes en pendientes pedregosas.

## Usos
Escallonia myrtilloides posee una madera rojiza, con resistencia a la tensión y los impactos; de fácil secado. Debido a esto, es útil para vallas y artesanías.
El árbol tiene una calidad ornamental debido a la forma distintiva de su copa, y es también utilizado para setos.